# Pedro de Ribera
Pedro de Ribera Pérez (Madrid, 4 de agosto de 1681-19 de octubre de 1742) fue un arquitecto español del período Barroco. Su actividad se desarrolló casi exclusivamente en Madrid durante la primera mitad del siglo XVIII. Fue discípulo de José Benito de Churriguera (creador del estilo churrigueresco). Siguiendo la estela de su maestro, llevó a su pleno desarrollo los principios del «Barroco exaltado», hasta el punto de ser considerado uno de los arquitectos más relevantes del Barroco final en España. Fue muy destacable su labor urbanística en la capital, dotando a la ciudad de puentes, palacios, fuentes monumentales, iglesias y todo tipo de edificios públicos, muchos de los cuales aún pueden contemplarse.

## Biografía

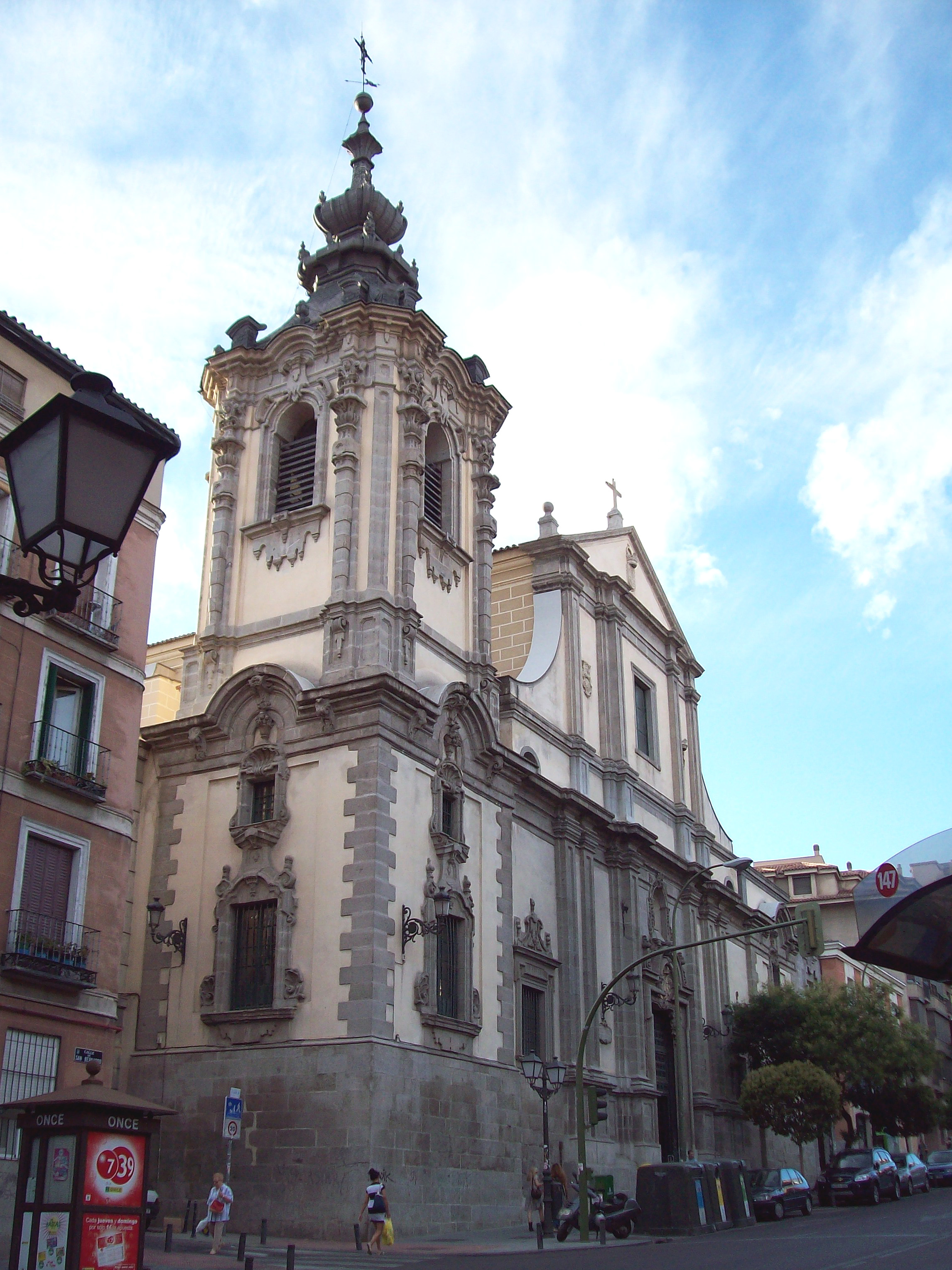
Iglesia de Nuestra Señora de Montserrat de Madrid.

Nació el 4 de agosto de 1681 en la calle del Oso del barrio de Lavapiés, en el seno de una familia humilde. Era hijo de Juan Félix de Ribera, carpintero natural de la villa de Gea de Albarracín (Teruel), y de Josefa Pérez, procedente de la villa madrileña de Torrejón de Velasco. Parece que fue discípulo de José de Churriguera y Teodoro Ardemans, arquitectos del máximo prestigio en ese momento.
Fue nombrado, entre los años 1718 y 1719, teniente del citado Ardemans, que era entonces maestro mayor de las obras y fuentes de Madrid, sucediéndolo en el cargo a su muerte. Dicha posición consagró su prestigio y le permitió ocupar un puesto relevante en la Corte, a pesar de la preferencia clara del rey Felipe V por el estilo de arquitectos extranjeros que trabajaban en Madrid en la década de 1720. Uno de sus más decididos protectores fue Francisco de Salcedo y Aguirre, marqués de Vadillo, corregidor de la Villa de Madrid, que le encargó numerosas e importantes obras.

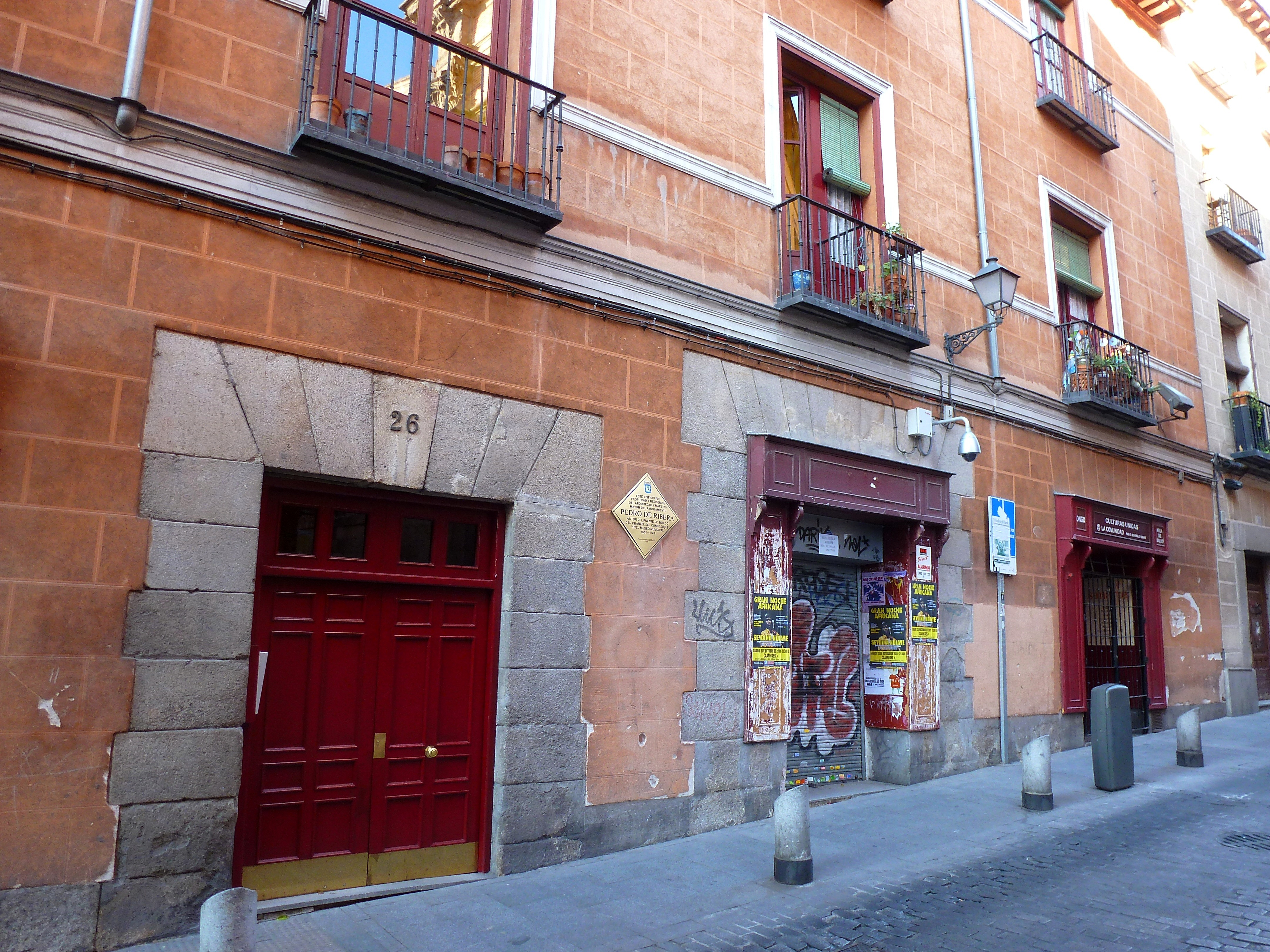
Edificio de su propiedad de la calle de Embajadores en el que tuvo su residencia.

Murió el 19 de octubre de 1742 en Madrid, a los sesenta y un años, en su casa de la calle de Embajadores, cerca de su lugar de nacimiento y, por deseo propio, fue sepultado con el hábito de los monjes teatinos en la cercana iglesia de San Cayetano, que él mismo había proyectado.

## Estilo y elementos característicos

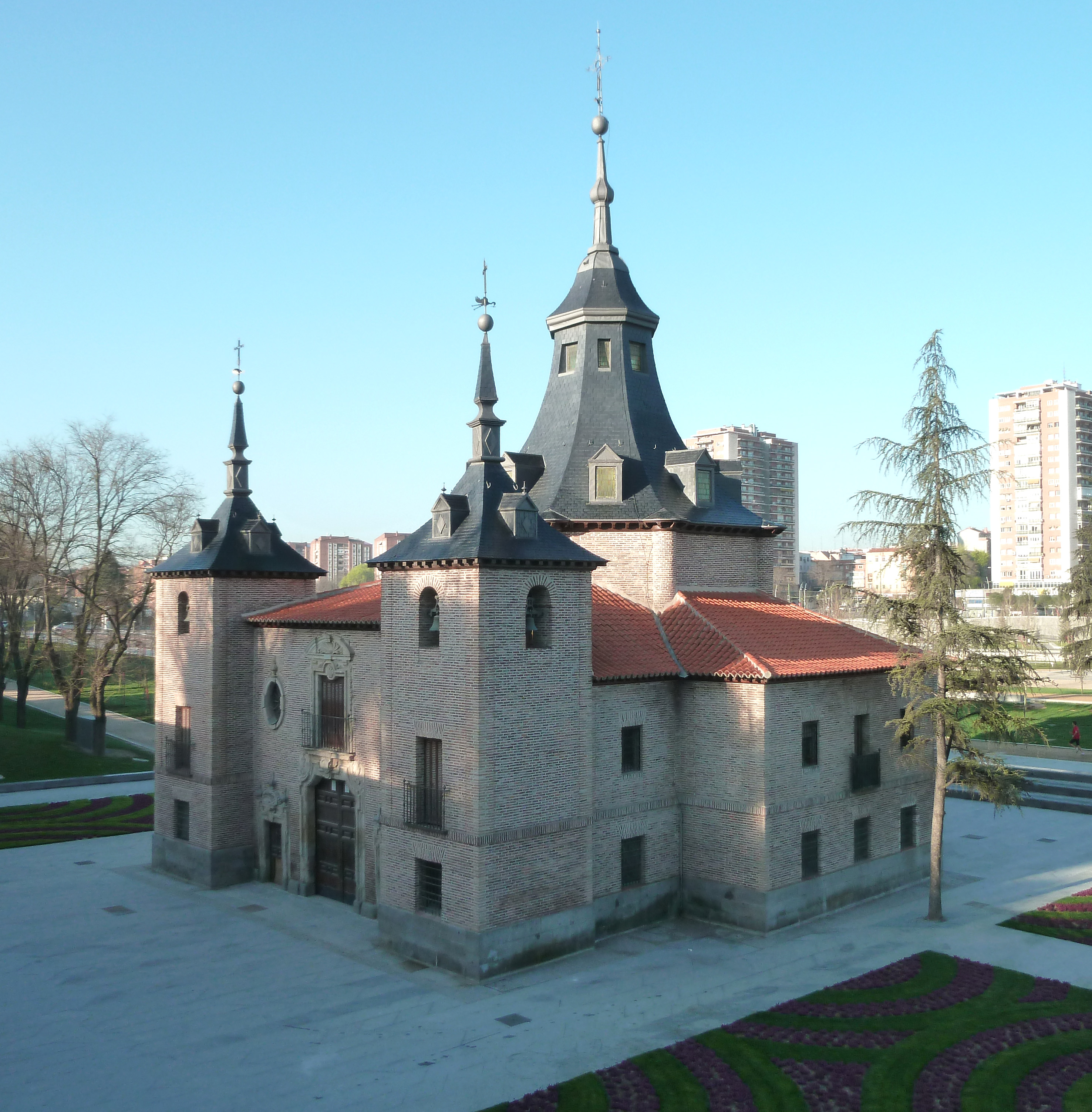
Ermita de la Virgen del Puerto, Madrid.

Supo introducir Ribera en su lenguaje arquitectónico novedosos elementos que singularizan su estilo. Entre ellos se pueden citar los baquetones en sección asimétrica y más salientes que los utilizados hasta su época, que enmarcan frecuentemente la puerta del edificio.
Una constante en la obra de Pedro de Ribera es la presencia de un módulo de fachada que repite casi sin variaciones, formado por la fusión de la puerta y la balconada superior, habitualmente muy decorado todo ello. Utiliza también imitaciones en piedra de cortinajes plegados, telas, borlas y elementos similares, tomados quizá de las arquitecturas efímeras tan frecuentes en la vida cortesana. Quizá uno de los elementos más característicos de su obra sea el estípite, que utiliza en sustitución de la columna o añadido a ésta. La parte central del estípite suele estar formada por un cubo que se prolonga en dos pirámides truncadas, la inferior más alta que la superior. Todo el conjunto suele estar recubierto con abundante ornamentación. 
Asimismo es importante el partido que supo sacar Ribera de la cúpula y sus posibilidades decorativas. Muchas de sus cúpulas adquieren formas bulbosas, extrañas a la arquitectura tradicional castellana. Sin embargo, utilizó también el chapitel característico de la arquitectura herreriana.

## Obras

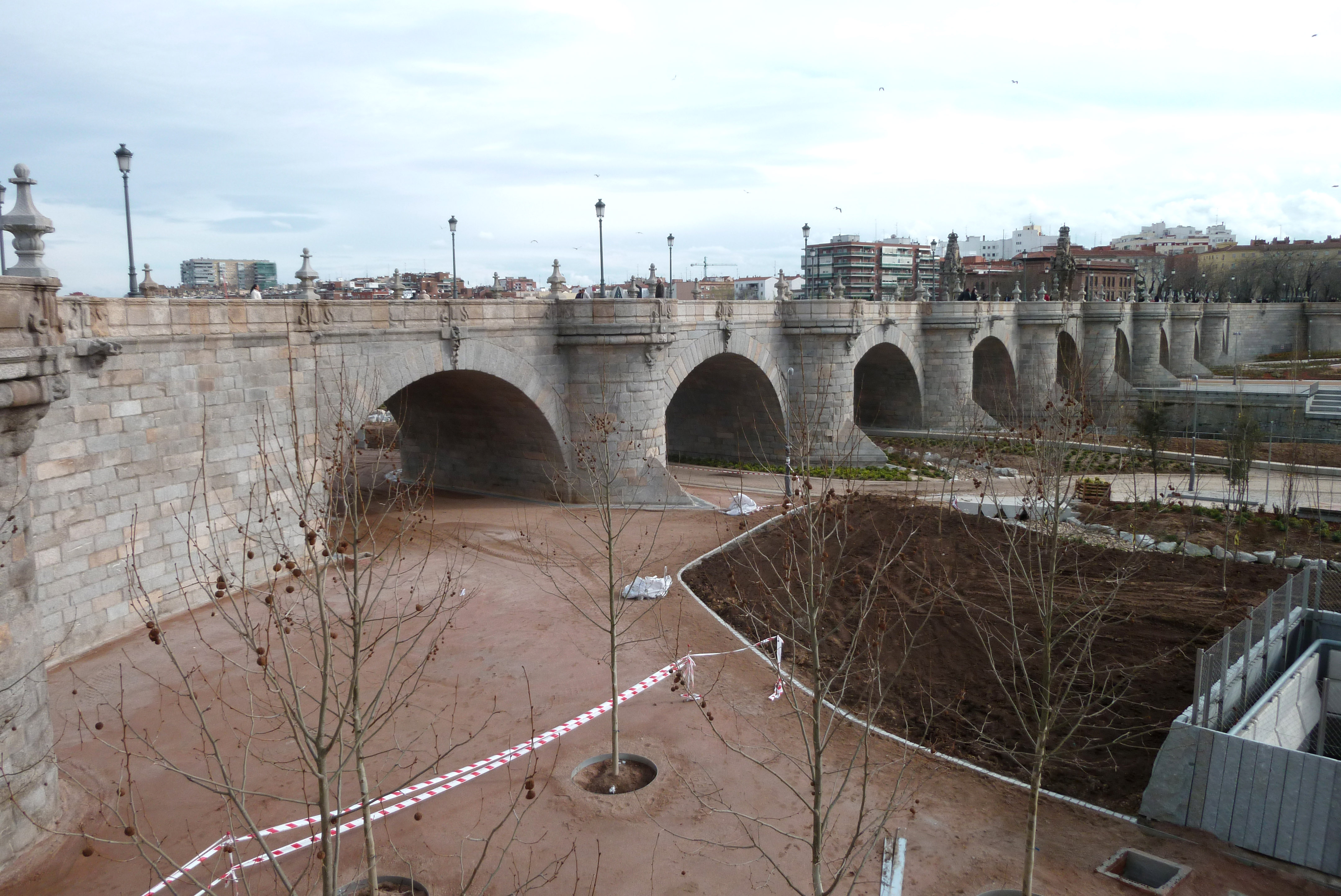
Puente de Toledo.

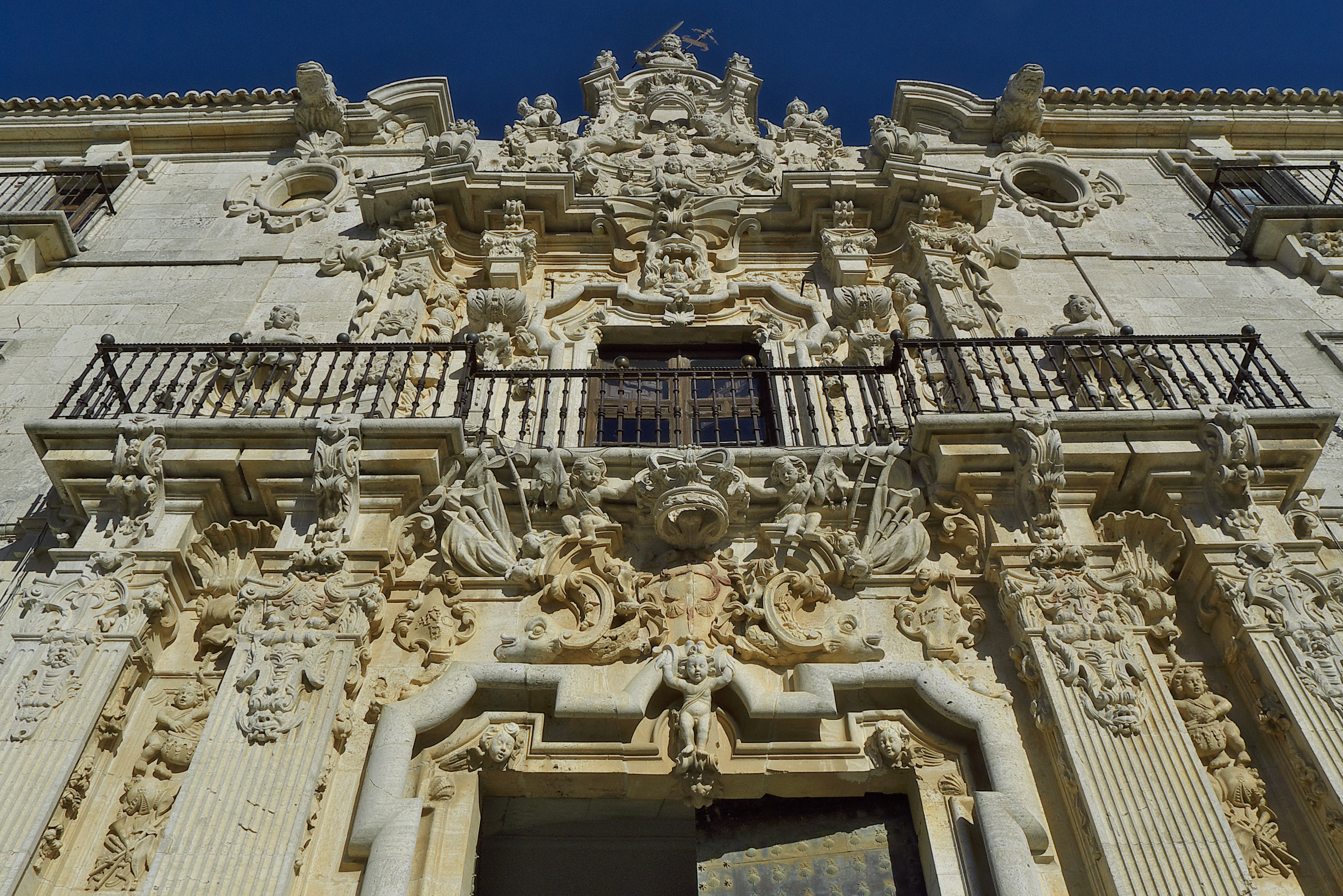
Portada del monasterio de Uclés.

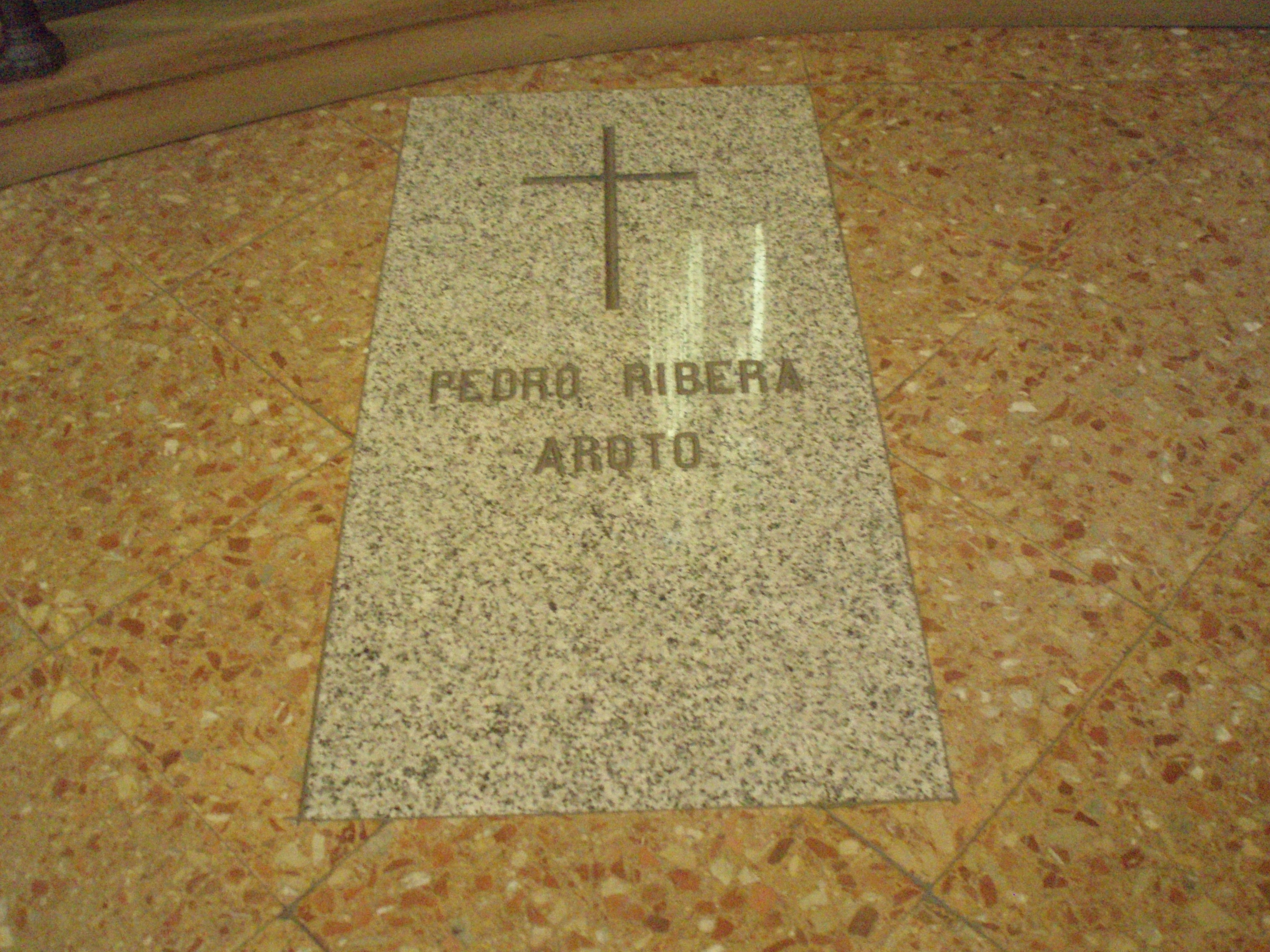
Tumba de Pedro de Ribera en la iglesia de san Cayetano

Muchas de las mejoras urbanas que se desarrollaron en Madrid en el siglo XVIII llevan la firma de este arquitecto, quien, gracias a la estima en que le tenía el corregidor de la capital, el marqués de Vadillo, realizó edificios públicos, palacios, fuentes, iglesias, puentes e incluso un proyecto para la construcción del nuevo Palacio Real, aunque finalmente el elegido fue el del italiano Filippo Juvara. Muchas de las obras de Ribera fueron destruidas o modificadas posteriormente, en especial durante el Neoclasicismo, cuando se atacó el estilo abigarrado del arquitecto por parte de eruditos como Antonio Ponz. La relación de sus proyectos más destacados es la siguiente:
- Paseo Nuevo. Primera Puerta de San Vicente (1726-1727). La actual es una reconstrucción de la que posteriormente levantó Francesco Sabatini.
- Ermita de la Virgen del Puerto (1716-1718). Destruida durante la Guerra Civil, lo que se puede ver hoy en día es una reconstrucción de 1945.
- Cuartel del Conde-Duque o de Guardias de Corps (iniciado en 1717).
- Puente de Toledo (1718-1732).
- Iglesia de Nuestra Señora de Montserrat (1720).
- Real Hospicio del Ave María y San Fernando (1721-1726). Actual Museo de Historia de Madrid (antes Museo Municipal).
- Iglesia de San Cayetano (1722-1737). Terminada por Francisco Moradillo.
- Portada del palacete de los Vargas en la Casa de Campo.
- Portada de la capilla del antiguo Monte de Piedad de Madrid (1733).
- Real Seminario de Nobles (finalizado en 1725). No se conserva.
- Fuente de las Arpías o de la Mariblanca (1726). Demolida, solo se conserva la estatua de la Mariblanca.
- Puente Verde (1728-1732). No se conserva.
- Puente sobre el Abroñigal (1729-1732). No se conserva.
- Convento de Carmelitas descalzos de san Hermenegildo (1730-1742). Actual iglesia de san José, el convento fue demolido.
- Monasterio de Uclés (fachada principal) (1735).
- Teatro de la Cruz (1743). Demolido.
- Camino nuevo de El Escorial (1737).
- Palacio de Torrecilla (1716-1731).
- Palacio del marqués de Miraflores (1731-1732).
- Palacio de Santoña (1730-1734).
- Palacio del marqués de Perales (1732).
- Fuente de la Fama (1738-1742). Cambiada su ubicación varias veces, hoy en los Jardines del Arquitecto Ribera, detrás del Museo de Historia de Madrid.
- Iglesia del convento de las Escuelas Pías de San Antón. Modificada en gran parte durante el Neoclasicismo, incluyendo la renovación total de la fachada.
- Puente de la Culebra (1766-1767). Situado en la casa de campo, atravesando el arroyo Meaques.

Por otro lado, durante mucho tiempo se le atribuyó la autoría de la torre de la Catedral Nueva de Salamanca, aunque fue debido a un error del historiador José Camón Aznar.